# Luis Jesús Navarro Mazzotti
Luis Jesús Navarro Mazzotti (Las Palmas de Gran Canaria, 31 de març de 1910 - ?) fou un futbolista canari de les dècades de 1920 i 1930.

## Trajectòria
Jugava d'interior dret. Era un jugador alt, que destacava pel seu toc de pilota exquisit i pel seu ampli repertori de solucions per superar el contrari, però també pel seu caràcter fred al camp. L'agost de 1928 ingressà al RCD Espanyol procedent del Real Club Victoria de Las Palmas, jugant al club fins a acabar l'any. El gener de 1929 fou cedit al València CF, on finalment el jugador hi decidí romandre. Jugà al club valencianista fins al 1934. Fou quatre cops campió regional i un cop campió de Segona Divisió. El 1934 demanà la baixa per estudiar odontologia. Marxà a Madrid i aprofità per fitxar per l'Atlètic de Madrid on jugà una temporada més. Durant la dècada de 1950 fou diversos cops entrenador de la UD Las Palmas (1950; 1953-1954; 1959).

## Palmarès
RCD Espanyol
- Campionat de Catalunya de futbol: 1928-29
- Copa d'Espanya: 1928-29

València CF
- Campionat de València de futbol: 1930-31, 1931-32, 1932-33, 1933-34
- Segona Divisió espanyola: 1930-31